# Satakunda (historiskt landskap)

Landskapets vapen

Finlands historiska landskap i olika blåa nyanser. Satakunda är området i mellanblått vid västkusten, norr om det lilla, mörkblåa Egentliga Finland.
Dagens landskapsförbund markeras med gula gränser.

Denna artikel handlar om det historiska landskapet Satakunda. För dagens landskap efter reformen på 1990-talet, se Satakunta.
Satakunda (finska: Satakunta; latin: Finnia Septentrionalis eller Satagundia) är ett historiskt landskap i sydvästra Finland, idag huvudsakligen motsvarande landskapen Satakunta och Birkaland. Mindre områden av landskapets territorium har tillförts andra landskap. Det historiska landskapets totala areal utgjordes av omkring 24 300 kvadratkilometer.
Ursprungligen utgjordes befolkningen främst av tavaster, men redan i ett tidigt skede bosatte sig ett stort antal svenskar här; med tiden har de förfinskats.
De två finska orden i landskapsnamnet synes vara "sata" (=hundra) och "kunta" (=sammanslutning, historiskt 'socken', numera 'kommun'), och skulle därmed kunna översättas med 'Hundrasockneland'. Eftersom 'hundra' liknar den mellansvenska indelningen 'hundare' (motsvarande 'härad' i södra Sverige) har vissa arkeologer och historiker (främst Pirkko-Liisa Lehtosalo-Hilander och Matti Klinge) ansett att denna del av Finland tidigt stod i kontakt med det forntida Uppland. Namnet skulle då tyda på ett samband med det så kallade Svearikets indelning i hundaren. En långtgående slutsats av detta resonemang vore att landskapet var en integrerad del av Sveariket redan före Erik den heliges "första korståg" till Åbotrakten cirka 1150, och att detta korståg, som senare beskrivits som ett erövringskrig, skulle återgå på en gränskonflikt mellan det "svenska" och "finska" Finland, nordväst och sydost om sjövägen Skiftet i Åbo skärgård. Det kända gravfältet Luistari i Eura i södra Satakunda vittnar i alla fall om en rik, vikingatida kultur och samhällsordning som är jämförbar med den på andra sidan Bottenhavet.

## Heraldiskt vapen

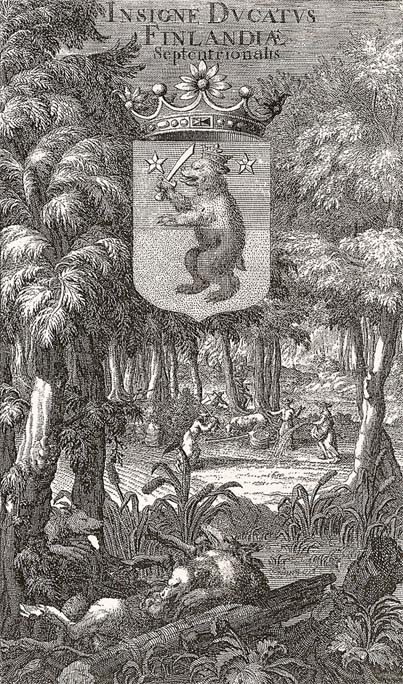
Satakunda vapen i Suecia antiqua et hodierna, 1712.

Blasonering på svenska: "I fält delat av blått och guld en upprest, svart björn med krona av guld och röd beväring, i ramarna hållande ett svärd av silver med fäste av guld samt på vardera sidan i övre fältet åtföljd av en sjuuddig stjärna av silver. Skölden krönes med grevskapets krona."